# Kenseiden
Kenseiden (яп. 剣聖伝, Меч Священной Легенды) — видеоигра в жанре платформера, разработанная и изданная компанией Sega для Master System.

## Сюжет
Главный герой игры — самурай Хаято, борющийся с чернокнижниками и злыми духами, которые преследуют Японию XVI века. Чернокнижники украли пять секретных свитков и меч Повелителя драконов. Хаято, в жилах которого течёт кровь дракона, должен вернуть свитки и меч, войти в замок и убить Оду Нобунагу.

## Игровой процесс
Каждый уровень представляет одну из старых японских провинций. В корейской версии игры уровни представляют собой провинции Кореи. После второго уровня игрок может выбрать любую из ближайших локаций на карте. Игрок также может вернуться на любой уровень в любое время после его окончания, кроме финального.

## Релиз
В оригинальной японской версии игры Хаято был блондином, в отличие от западных версий, в которых у него чёрные волосы.
В Южной Корее игра была выпущена под названием Hwarang-ui Geom (кор. 화랑의검, Меч Хварана) с изменённым спрайтом главного героя, чтобы выглядеть как корейский воин, а карта Японии изменена на карту Кореи.

## Оценки
| Иноязычные издания | Иноязычные издания |
| Издание            | Оценка             |
| ------------------ | ------------------ |
| CVG                | 85 %               |
| IGN                | 7/10               |
| The Games Machine  | 86 %               |

После выхода The Games Machine дал игре оценку 86 %, считая её одним из лучших представителей hack and slay из-за её «простого, но очень воспроизводимого геймплея и превосходного облика». Computer and Video Games дал игре оценку 85 %, описав её как огромное ролевое приключение.
В ретроспективной рецензии Леви Бьюкенен из IGN рассмотрел Kenseiden и дал игре оценку 7/10.